# Elizabeth Wathuti
Elizabeth Wanjiru Wathuti, née le 1er août 1995 au Kenya, est une militante écologiste kényane. Elle a fondé Green Generation qui a pour objectif de sensibiliser les jeunes aux questions environnementales notamment avec un projet qui aboutit à la plantation de 30 000 arbres,. En 2019, elle reçoit le prix de la personne écologiste de l'année en Afrique par la fondation Eleven Eleven Twelve. Elle est également nommée parmi les 100 jeunes Africains les plus influents dans le cadre des Africa Youth Awards.

## Éducation
Elizabeth W. Wathuti effectue ses études à l'université Kenyatta et obtient un baccalauréat en études environnementales et développement communautaire.

## Petite enfance et activisme environnemental
Wathuti grandit dans le comté de Nyeri, dont la canopée est la plus grande du Kenya. Elle plante son premier arbre à l'âge de 7 ans et créé un club environnemental dans son école au secondaire avec l'aide de son professeur de géographie, qui lui propose de le diriger. Elle s'implique à la direction du Kenyatta University Environmental Club (KUNEC) où elle organise des plantations d'arbres et des nettoyages. Elle se mobilise en faveur de la sensibilisation au changement climatique.
En 2016, elle fonde Green Generation Initiative afin de motiver les jeunes à défendre l'environnement et promouvoir l'éducation sur les questions de l'environnement et du climat. Son projet est présenté par le Global Landscapes Forum (GLF) dans le cadre d'une série sur Youth Voices in Landscapes.
Elle reçoit une bourse Wangari Maathai pour son engagement pour la conservation de l'environnement. Wathuti est également membre du Mouvement de la ceinture verte, fondé par son mentor le professeur Wangari Maathai.
En 2019, lors de la Journée internationale de la jeunesse, le duc et la duchesse de Sussex la félicitent sur leur profil Instagram pour son travail en faveur de la protection de l'environnement. Elle figure sur le site Web du Queen's Commonwealth Trust. La même année, elle est présentée aux côtés de Vanessa Nakate et d'Adenike Oladosu par Greenpeace comme l'une des trois jeunes activistes noires engagée pour le climat en Afrique essayant de sauver le monde. En 2020, après la participation au Forum économique mondial de Vanessa Nakate, une écologiste ougandaise, dont le portrait a été occulté[pas clair], le magazine Causette met en avant l'invisibilité du travail au niveau international des activistes africaines en matière de défense de l'environnement et cite Elizabeth Wathuti. Sept des dix pays les plus vulnérables au changement climatique sont en Afrique, selon la Banque africaine de développement.

## Prix et reconnaissances
- 2016 : 4e bourse Wangari Maathai Scholarship[10].
- Prix du champion de la jeunesse climatique du Fonds vert pour le climat 2019[15].
- Prix Afrique de la personne verte de l'année 2019 par la Fondation Eleven Eleven Twelve[16].
- 100 jeunes Africains les plus influents par les Africa Youth Awards[17].
- Le prix international Diana (2019) [18].
- Journée internationale de la jeunesse 2019 : reconnaissance par le duc et la duchesse de Sussex[19].
- Association des blogueurs du Kenya - BAKE Awards (2018) pour le meilleur blog environnemental[20].